# 魔法、ひとつくださいな。
『魔法、ひとつくださいな。』（まほう、ひとつくださいな）は、2006年9月29日にホワイトクラリティより発売された18歳未満購入禁止（18禁）のパソコンゲーム（アダルトゲーム）ソフト。実際のタイトルロゴでは「魔」の字は「广」+「マ」であり、ジャンル名である「魔法有り□（マス）アドベンチャー」の□には斜線「/」が入る。略称は『魔法くだ（まほくだ）』。
携帯美少女ゲーム配信サイト「美少女☆クオリティ」にて、2008年3月3日よりSoftBank 3G用S!アプリ版、2008年5月12日よりFOMA携帯用iアプリ版が配信されている。auのWAP 2.0以降や、DMM.comの18禁版にてスマートフォンにも対応した。

## 概要
ホワイトクラリティの第1作目となるファンタジー系恋愛アドベンチャーゲームで攻略対象となるヒロイン数は4人。予約特典として、デジタルコンテンツCD『魔法、もひとつくださいな。』が、さらにブランド公式WEBサイト上通信販売特典として、サウンドトラックとDVDリバーシブルジャケットも付属されていた。
物語は2006年7月10日から始まり、約1か月あまりが舞台となる。うち7月末までが共通ルートであり、その間にいずれかのヒロインへのルートが確定した場合のみ8月ヘ物語が続く。エンディング数は4人の各ヒロインにつきハッピーエンドとバッドエンドが一つずつ、どのヒロインとも関係しない共通エンドが一つ、およびトゥルーエンドが一つ、計10。いずれかのエンドを見たあとに最初から始めるとプレイ画面に各ヒロインからの好感度を表す「ぷちアイコン」が表示されるようになる。さらに4人のヒロインいずれかのハッピーエンドを迎えると、タイトル画面の「おまけ」モードからプレイ中のCG画像や回想シーン、BGM音楽などを視聴できるようになる。また4人全員のハッピーエンドをコンプリートすることで「おまけボイス」（声優インタビュー）が聞けるようになる。

## あらすじ
都会から遠く離れた閑静な田舎町で、今は亡き祖母が営んでいた駄菓子屋「ひより」を継ぎ、白猫の「シュレ」と共にのんびりと暮らしていた青年「誠人」。普段は小さな子供しか訪れない彼の店に7月のある日、「凪穂」という年頃の少女がやってくる。店に入った凪穂は店主の誠人にいきなり「魔法、ひとつくださいな」と声をかけてきた。聞けば彼女は「ひより」の入り口にあった「魔法有り□」という貼り紙を見て興味を抱いたというのである。
実は誠人の祖母は魔法使いであり、その貼り紙は遠い昔魔法の生徒を募るために祖母が貼っておいたものだった。しかし、誰一人生徒などやってこなかったために店主の誠人でさえも、貼り紙の存在自体すっかり忘れていた。
誠人にどうか魔法を教えてほしいと願う凪穂であったが、誠人自身は祖母からほとんど魔法など教わっておらずどうしてよいのかわからない。そのため最初は面倒に感じていたが、凪穂の熱心さに負け少しずつ魔法を教え始める。その後、「ひより」には謎の金髪美人「ユマ」や誠人の従妹「クーティ」もやってきた。

## 登場人物
久津 誠人（ひさづ まこと） （下の名前のみ変更可能）
本編の主人公。駄菓子屋「ひより」の主。物心付く前に他界した両親に代わって育ててくれた祖母・珠江（たまえ）を一ヶ月前に亡くし、猫の「シュレ」と共にのんびりと毎日を過ごしている。物事に無頓着で向上心がないマイペース派。立派な魔法使いだった祖母の血を引いているが、誠人本人は軽い物を宙に浮かす程度の魔法しか使うことができない。
鷹堂 凪穂（たかどう なぎほ） （声 - 北都南）
最近、誠人の住む田舎町に都会から引っ越してきたお金持ちの家の娘。町の学校に転入手続きを済ませた帰り道に駄菓子屋を訪れ、誠人と知り合う。その後、誠人に魔法を教わるため「ひより」に通い出すようになる。夢見がちな性格で魔法や妖精の存在を本気で信じており、その上世間知らずで他人を疑うことを知らない。礼儀正しく言葉遣いは丁寧だが、やや甘やかされて育ったためか料理などはできない。なお、凪穂のみ通常のハッピーエンドを迎えた後、もう一つのエンディングである「トゥルーエンド」を観るための選択肢が追加される。
久津・クローティーヌ・美和（ひさづ・クローティーヌ・みわ） （声 - 綾瀬はみる）
珠江の息子とフランス人の女性との間に生まれた少女。愛称はクーティ。誠人にとっては従妹に当たり、彼のことを「兄（あに）さま」と呼ぶ。誠人と違い、正式な魔法の教えを受けているためかなり高度な魔法が使え、「ぷち」という名の使い魔をも従えている。両親の仕事の都合でしばらくの間「ひより」に預けられることになっていたが、誠人はクーティ本人がやってくるまでそのことを知らなかった。清潔好きで、誠人の代わりに掃除・洗濯をこなしているが、極度の味音痴のため料理だけは苦手。
ユマリア・トルナトーレ （声 - 鞠杏樹）
凪穂が「ひより」を訪れた数日後どこからともなくやってきた謎の金髪外国人。愛称はユマ。世界各国を観光で旅してきたため、様々な国の言葉を話すことができるらしく、日本語も流暢。誠人のことが気に入ったらしく、「ひより」の隣にある空き地にテントを張り、勝手に居座ってしまった。露出度の高い服装からもうかがえるように、性格はかなり開放的、というよりずうずうしく、毎回のように久津家の食卓についている。また、性欲も豊富で誠人らにセクハラまがいの行為をすることもある。
シュレディンガー （声 - 常盤美咲）
誠人の亡き祖母、珠江の使い魔だった言葉を話す白猫。名前は「シュレーディンガーの猫」に由来している。愛称はシュレ。かなりの長生きであるらしく、頑固な性格で老婆のような言葉を使い、だらしない性格の誠人に説教をすることも多い。しかし、飛び跳ねているスーパーボールを見ると、子供のようにじゃれあわずにはいられなくなってしまう。普段は猫の姿だが、人間の少女の姿に変身することもできる。元々は普通の猫だったが、元の飼い主に捨てられて段ボール箱の中に入れられて衰弱していた所を珠江に拾われ、彼女に気に入られて使い魔になった。珠江の存命時は人間の姿で過ごすことが多かったが、珠江の死後は家に染みついた彼女の魔力供給によって生きており、自分の意思で人間の姿で入られる満月を除くと、もっぱら猫の姿で暮らしていた。
佐野 優太（さの ゆうた） （声 - 亜以）
内気でか弱い印象を持つ、幼い少年。ユマが現れた時期とほぼ同じ頃から「ひより」に通い始めている。本人曰く母親が亡くなっており、彼女にもう一度逢いたいと言う理由から、ひよりに通いつつ、凪穂と共に誠人から魔法を習うことになる。姓は公式ページによるもので、ゲーム中では単に優太と呼ばれる。
ぷち （声 - 亜以）
クーティの使い魔。ピンク色の丸い体に尾と白い羽が生えている、ウーパールーパーのぬいぐるみのような珍獣。本作のマスコットキャラクター。主人であるクーティには絶対的な忠誠心を持つが誠人への態度は悪い。

## サウンドトラック収録曲
1. ゆめみるマホウ ～A little magic for you～ (Short Ver.)
2. 魔法、ください。
3. お目覚めはいかが?
4. たそがれの夕闇。
5. 草木の眠る刻に。
6. 女3人寄れば姦しい。
7. 光、満ちて。
8. 彼方の追憶
9. 祭りの後。
10. 月囁く、銀煌く。
11. 雨夜の月
12. 相思抱擁
13. 思い、繋がる。
14. 魔法、あります。
15. やがて、そして。
16. 足どりも軽やかに。
17. 夢幻魔法 Loop Ver.
18. ゆめみるマホウ ～A little magic for you～ (Full Ver.)
19. ゆめみるマホウ ～A little magic for you～ (Karaoke Ver.)
20. お目覚めはいかが? Another
21. たそがれの夕闇。 Another
22. 女3人寄れば姦しい。 Another
23. 夢幻魔法 Full Ver. （未使用曲）

## 制作スタッフ
- 原画 - まゆくら
- シナリオ - 湖山滝斗
- 音楽 - 藤岡央
- 主題歌 - 『ゆめみるマホウ ～A little magic for you～』片霧烈火
- プロデューサー - 瀬戸内愁沙
- 制作 - ホワイトクラリティ